# Стеклянка (Иркутская область)
Стеклянка — посёлок в Ангарском городском округе Иркутской области России. Находится примерно в 19 км к югу от Ангарска.

## История
Входил в состав городского поселения Мегетское муниципальное образование Ангарского муниципального района. Законом Иркутской области от 10 декабря 2014 года № 149-ОЗ, с 1 января 2015 года все муниципальные образования ныне упразднённого Ангарского муниципального района, в том числе и Мегетское муниципальное образование, объединены в Ангарский городской округ.

## Население
| 2002 | 2010 | 2011 | 2012 |
| ---- | ---- | ---- | ---- |
| 245  | ↘54  | →54  | ↘51  |

По данным Всероссийской переписи, в 2010 году в посёлке проживали 54 человека (32 мужчины и 22 женщины).